# Schoutedenapus
Genre
Schoutedenapus est un genre monotypique de martinets, endémique de l'écozone afrotropicale.

## Liste des espèces
Selon la classification de référence du Congrès ornithologique international (version 9.2, 2019) :
- Schoutedenapus myoptilus (Salvadori, 1888) — Martinet de Shoa

Le genre comprenait une deuxième espèce, Schoutedenapus schoutedeni (Prigogine, 1960), le Martinet de Schouteden. Elle est considérée depuis juin 2019, à la suite des travaux de Fishpool, comme identique à l'espèce Schoutedenapus myoptilus. Ces individus sont des Schoutedenapus myoptilus chapini dont les juvéniles sont plus foncés.

## Étymologie
Le nom du genre Schoutedenapus rend hommage à Henri Schouteden, zoologiste belge.